# Singapurské námořnictvo
Singapurské námořnictvo (malajsky: Angkatan Laut Republik Singapura; čínsky: 新加坡共和国海军部队; tamilsky: சிங்கப்பூர் கடல் படை) je námořní složkou ozbrojených sil Singapuru. Mezi jeho hlavní úkoly patří obrana země proti hrozbám z moře a ochrana námořních obchodních komunikací. Válečné lodě Singapuru jsou označeny zkratkou RSS (Republic of Singapore Ship).

## Složení

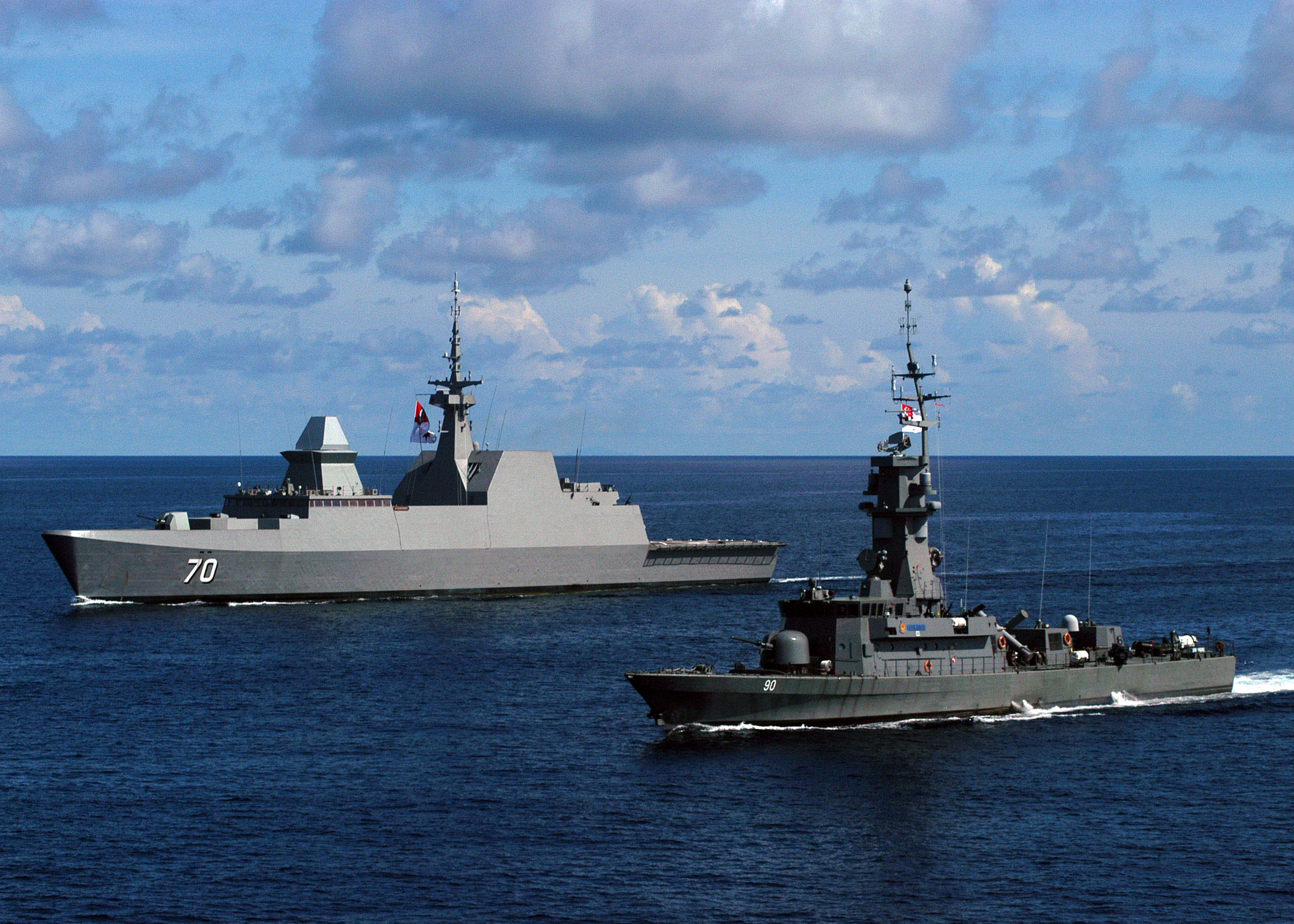
Fregata RSS Steadfast (FFG 70) a korveta RSS Vigilance (90).

### Ponorky
- Třída Invincible
  - RSS Invincible
  - RSS Impeccable

- Třída Archer – švédská třída Västergötland
  - RSS Archer
  - RSS Swordsman

### Fregaty
- Třída Formidable – derivát francouzských fregat třídy La Fayette.
  - RSS Formidable (68)
  - RSS Intrepid (69)
  - RSS Steadfast (70)
  - RSS Tenacious (71)
  - RSS Stalwart (72)
  - RSS Supreme (73)

### Korvety

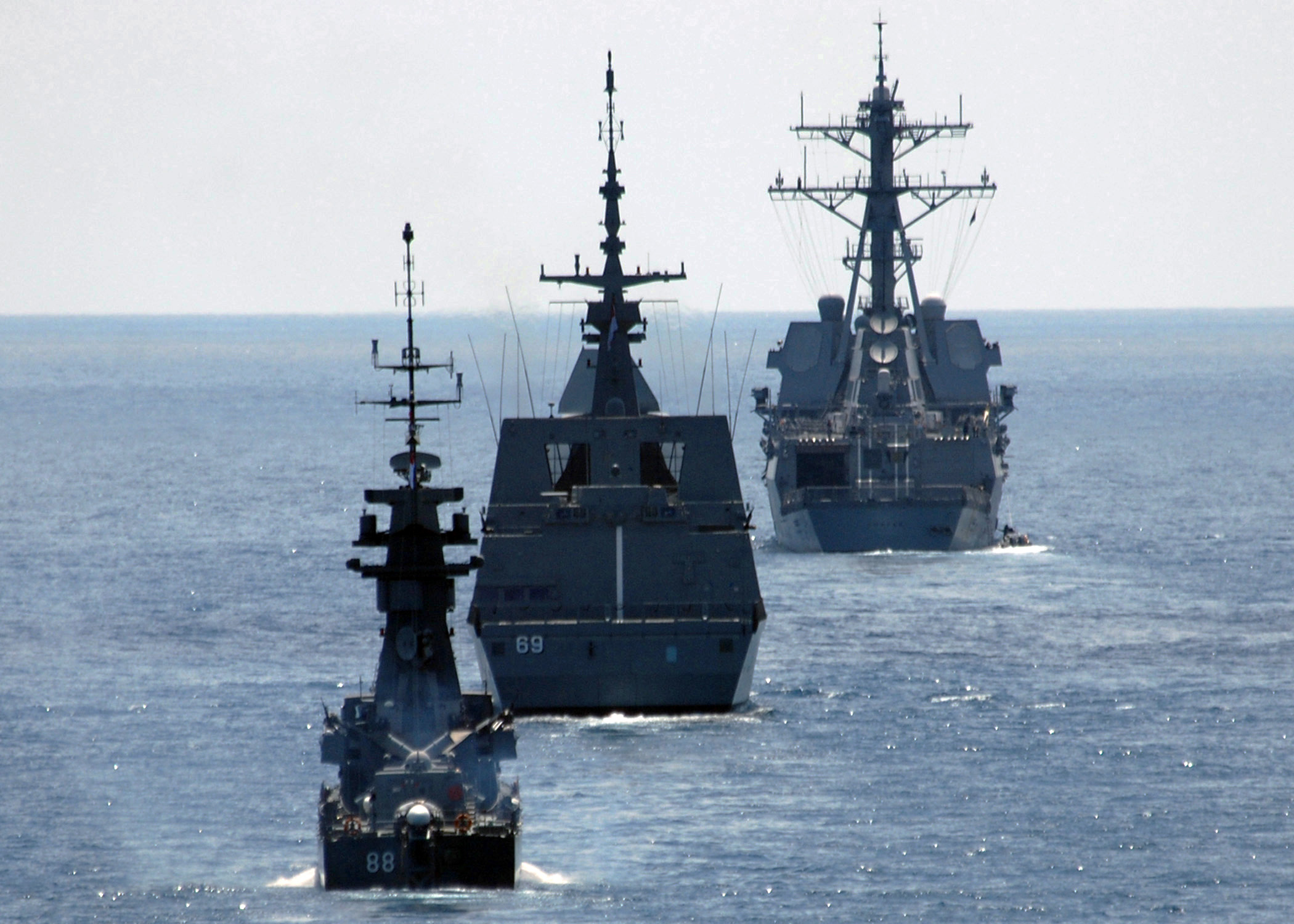
Zleva korveta RSS Victory, fregata RSS Intrepid a americký torpédoborec USS Chafee

- Třída Victory
  - RSS Victory (88)
  - RSS Valour (89)
  - RSS Vigilance (90)
  - RSS Valiant (91)
  - RSS Vigour (92)
  - RSS Vengeance (93)

### Hlídkové lodě

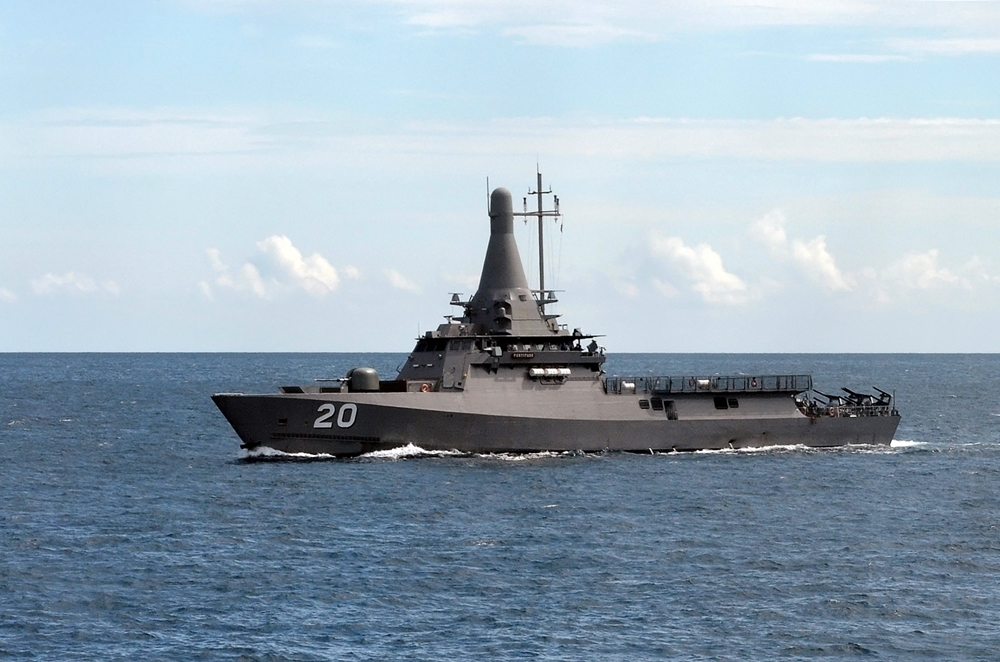
Hlídková loď RSS Fortitude (20) třídy Independence

- Třída Independence
  - RSS Independence (15)
  - RSS Sovereignty (16)
  - RSS Unity (17)
  - RSS Justice (18)
  - RSS Indomitable (19)
  - RSS Fortitude (20)
  - RSS Dauntless (21)
  - RSS Fearless (22)

- Třída Sentinel
  - MSRV Sentinel (55)
  - MSRV Guardian (56)
  - MSRV Protector (57)
  - MSRV Bastion (58)

### Výsadkové lodě

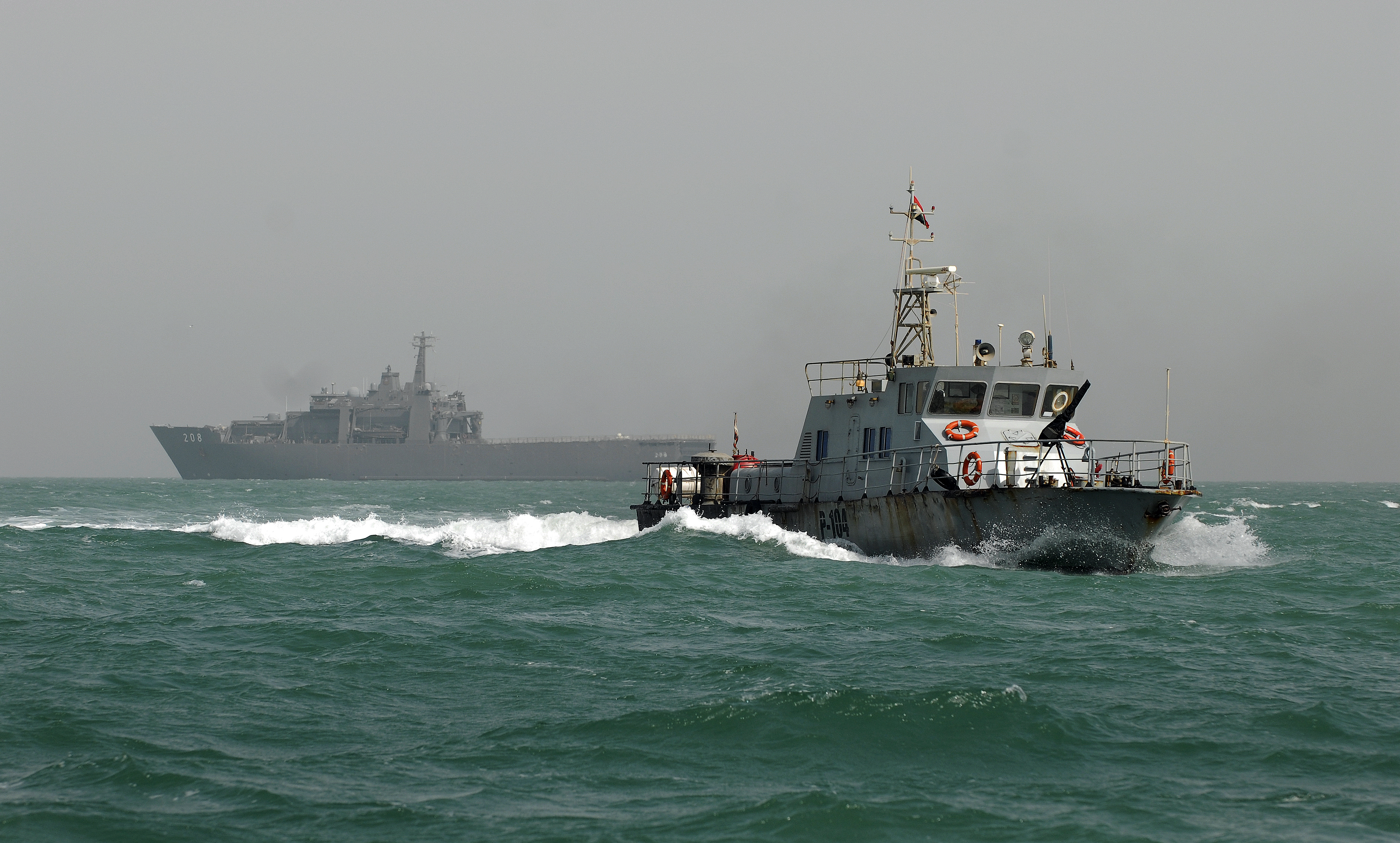
RSS Resolution s iráckou hlídkovou lodí

- Třída Endurance – kategorie Amphibious Transport Dock, domácí konstrukce
  - RSS Endurance (207)
  - RSS Resolution (208)
  - RSS Persistence (209)
  - RSS Endeavour (210)

### Minolovky

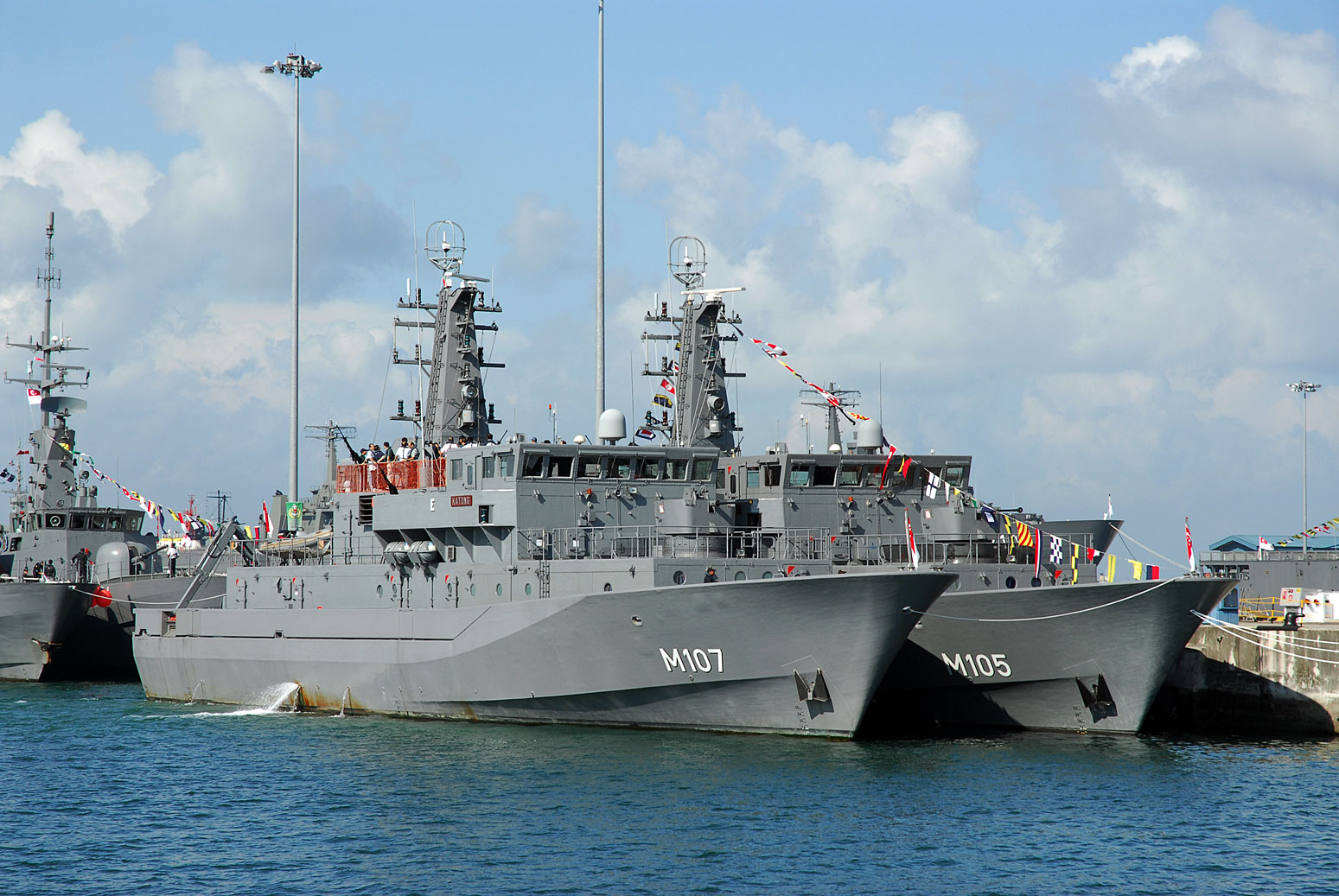
Minolovky třídy Bedok

- Třída Bedok – derivát švédských minoloveka třídy Landsort.
  - RSS Bedok (M105)
  - RSS Kallang (M106)
  - RSS Katong (M107)
  - RSS Punggol (M108)

### Pomocné lodě
- MV Swift Rescue – záchranná loď pro ponorky
- MV Avatar – cvičná loď

## Letectvo
- Vrtulníky
  - Sikorsky SH-60 Seahawk
- Hlídkové letouny
  - Fokker 50

## Zbraňové systémy

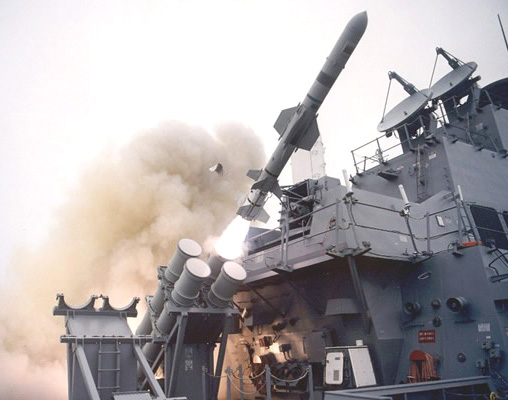
Boeing Harpoon

- Boeing Harpoon – protilodní střela
- MBDA Aster – protiletadlová řízená střela krátkého a středního dosahu (do 30 km)
- Barak 1 – protiletadlová řízená střela krátkého dosahu (do 10 km)
- Mistral – protiletadlová řízená střela krátkého dosahu (do 5,5 km)
- 76mm kanón OTO Melara Super Rapide
- 25mm kanón M242 Bushmaster v kompletu Rafael Typhoon
- 40mm kanón Bofors
- 12,7mm kulomet CIS 50MG
- 324mm protiponorkové torpédo Eurotorp A244S

## Plánované akvizice
- Třída Invincible (2 ks) – Ve stavbě od roku 2014.
- Multi-Role Combat Vessel (MRCV, 6 ks) – Návrh a stavbu zajistí společnost ST Engineering Marine. Do služby mají být zařazovány od roku 2028.[1]
- Oceánská hlídková loď (4 ks) – Dosavadní čtyři hlídkové lodě třídy Sentinel (Maritime Security and Response Flotilla) nahradí čtyři oceánské hlídkové lodě, které budou derivátem typu OPV 86 německé společnosti Fassmer. Dodány mají být od roku 2028.[2][3]